# Pézarches
Pézarches är en kommun i departementet Seine-et-Marne i regionen Île-de-France i norra Frankrike. Kommunen ligger i kantonen Rozay-en-Brie som tillhör arrondissementet Provins. År 2022 hade Pézarches 404 invånare.

## Befolkningsutveckling
Antalet invånare i kommunen Pézarches
| Referens: INSEE |